# Lasioglossum immunitum
Lasioglossum immunitum är en biart som först beskrevs av Joseph Vachal 1895.  Lasioglossum immunitum ingår i släktet smalbin, och familjen vägbin. Inga underarter finns listade i Catalogue of Life.